# Ola Rosling
Ola Rosling, född 1 november 1975 i Uppsala, är en svensk utvecklare av visualiseringsprogram för statistisk information. 
Ola Rosling är son till Hans Rosling och barnpsykiatrikern Agneta Rosling (född 1948) och växte upp i Uppsala. Han har tillsammans med hustrun Anna Rosling Rönnlund (född 1975) utvecklat datorprogrammet Trendalyzer. Tillsammans med Hans Rosling var de 2005 medgrundare till stiftelsen Gapminder, som vidareutvecklade programmet och användningen av det. 
Efter det att Trendalyzer sålts till Google  2007 arbetade han och Anna Rosling Rönnlund med vidareutveckling av programmet på Google augusti 2007 – augusti 2010. Han har från 2010 lett stiftelsen Gapminder. 
Ola Rosling och Gapminder lanserade 2015 begreppet factfulness, fritt översatt förklarat som "den stressreducerande vanan att enbart hysa åsikter för vilka man har starka, stödjande fakta".